# 沈德滋
沈德滋（？—？），字君樹，浙江嘉兴府嘉善縣人。

## 生平
萬曆三十七年（1609年）己酉科浙江乡试举人，天啓五年（1625年）乙丑科進士，官江西南昌府推官，七年任丁卯科江西乡试同考试官。

## 家族
女沈榛，字伯虔，麟溪人，适清順治十二年乙未进士钱黯，以诗名于时。沈栗，字仲恂，亦善诗，诸生陈谊臣妻室。